# Coccoloba wercklei
Coccoloba wercklei är en slideväxtart som beskrevs av Paul Carpenter Standley. Coccoloba wercklei ingår i släktet Coccoloba och familjen slideväxter. Inga underarter finns listade i Catalogue of Life.